# Deutsch-baltische Partei in Estland
Die Deutsch-baltische Partei in Estland (DbPE, estnisch Saksa-Balti erakond) war die Partei der deutschen Minderheit in Estland von 1918 bis 1935.

## Geschichte
Nach dem Zusammenbruch des Zarenreiches bildete sich im Gouvernement Estland am 24. Februar 1918 die Provisorische Regierung, die sich bis November 1918 auf deutsche Truppen stützte. Nach der Kapitulation des Deutschen Reiches wurden diese Truppen abgezogen. Es kam zum Freiheitskrieg der Esten gegen Sowjetrussland. Dieser endete mit der Niederlage der Roten Armee und dem Friede von Dorpat, in dem die Sowjetunion die Unabhängigkeit Estlands anerkennen musste.
Als Reaktion auf den Abzug der deutschen Truppen und in Vorbereitung auf die Wahl zur Asutav Kogu (der Konstituierenden Versammlung oder Konstituante also Verfassunggebende Versammlung) bildete sich am 27. November 1918 die Deutsche Partei in Estland (estnisch Saksa Erakond Eestimaal). Nach dem Estnischen Freiheitskrieg benannte sie sich in Deutsch-baltische Partei in Estland (Saksa-balti Erakond) um.
Die Partei war als Sammlungspartei der deutschbaltischen Minderheit in der jungen estnischen Demokratie konzipiert. Sie blieb die einzige Partei der Deutschen in der Republik Estland. Die Deutschen hatten jahrhundertelang die gebildete und reiche Oberschicht in Estland gebildet. Dies prägte auch die Partei, die alten Landadel mit seinem Großgrundbesitz und wohlhabendes Bürgertum vertrat. Der Natur dieser Klientel gemäß wurden konservative Positionen vertreten. Bedeutende Politiker der Partei waren unter anderem Axel de Vries, Werner Hasselblatt und Carl von Schilling.
Großer Erfolg der Partei war das 1925 vom Riigikogu, dem estnischen Parlament, angenommene Gesetz über die Kulturautonomie. Es war international eines der liberalsten Minderheitengesetze der Zwischenkriegszeit. Neben den Deutschbalten galt es auch für Russen, Schweden und Juden. 1926 erhielten auch die Deutschen, die in der Landreform 1919 enteignet worden waren, einen Wertersatz. Er lag freilich unter dem tatsächlichen Wert des Grund und Bodens.
1929 schlossen die Deutschbalten und die Estlandschweden ein Wahlbündnis. Bei den Parlamentswahlen 1929 und 1932 wurden jeweils zwei deutschbaltische und ein schwedischer Abgeordneter ins Parlament gewählt.
1933 versuchten nationalsozialistische Gruppen, die Partei zu unterwandern. Die estnische Regierung schritt ein, erklärte die parteiinternen Wahlen für ungültig und erließ ein Verbot politischer nationalsozialistischer Gruppierungen.
1934 wurde durch Staatspräsident Konstantin Päts der Ausnahmezustand ausgerufen und das Parlament (Riigikogu) aufgelöst. Am 5. März 1935 wurden die Parteien Estlands, darunter auch die Deutsch-baltische Partei in Estland, mit einem Tätigkeitsverbot belegt und de facto aufgelöst.
Nach dem deutsch-sowjetischen Nichtangriffspakt vom August 1939, der Estland der sowjetischen Interessensphäre zusprach, und der anschließenden Umsiedlung der Deutschbalten „heim ins Reich“, wie es in der nationalsozialistischen Propaganda hieß, endete die politische Geschichte der Deutschen in Estland.

## Wahlergebnisse
| Jahr | Parlament   | Stimmen | Mandate | Anmerkung               |
| ---- | ----------- | ------- | ------- | ----------------------- |
| 1919 | Asutav Kogu | 11.462  | 3       |                         |
| 1920 | Riigikogu   | 18.444  | 4       |                         |
| 1923 | Riigikogu   | 15.950  | 3       |                         |
| 1926 | Riigikogu   | 13.278  | 2       |                         |
| 1929 | Riigikogu   | 16.235  | 3       | (2 Deutsche, 1 Schwede) |
| 1932 | Riigikogu   | 15.527  | 3       | (2 Deutsche, 1 Schwede) |

Ab 1929 bildete die Deutsch-baltische Partei in Estland einen gemeinsamen Wahlblock mit der Partei der schwedischen Minderheit, da sie 1926 mit 2 Abgeordneten keine Fraktionsstärke erreicht hatte.

## Abgeordnete
| Name                    | Anmerkung                                          |
| ----------------------- | -------------------------------------------------- |
| Asutav Kogu 1919–1920   |                                                    |
| Max Bock                | Fraktionsvorsitzender                              |
| Hermann Koch            |                                                    |
| Johannes Meyer          | 27. Januar 1920 Mandatsverzicht                    |
| Georg von Stackelberg   | ab 27. Januar 1920                                 |
| 1. Riigikogu 1920–1923  |                                                    |
| Max Bock                | Fraktionsvorsitzender                              |
| Hermann Koch            |                                                    |
| Walter von Petzold      |                                                    |
| Georg von Stackelberg   |                                                    |
| 2. Riigikogu 1923–1926  |                                                    |
| Werner Hasselblatt      | Fraktionsvorsitzender                              |
| Carl von Schilling      |                                                    |
| Martin Christian Luther | 1. Oktober 1923 Mandatsverzicht                    |
| Gerhard Kreß            | ab 1. Oktober 1923 / 9. April 1924 Mandatsverzicht |
| Axel de Vries           | ab 9. April 1924                                   |
| 3. Riigikogu 1926–1929  |                                                    |
| Werner Hasselblatt      | (Fraktions)vorsitzender                            |
| Carl von Schilling      |                                                    |
| 4. Riigikogu 1929–1932  |                                                    |
| Carl von Schilling      | Fraktionsvorsitzender                              |
| Werner Hasselblatt      |                                                    |
| Hans Pöhl               | Schwede, † 22. Januar 1930                         |
| Mathias Westerblom      | Schwede, ab 22. Januar 1930                        |
| 5. Riigikogu 1932–1937  |                                                    |
| Carl von Schilling      | Fraktionsvorsitzender                              |
| Hermann Koch            |                                                    |
| Mathias Westerblom      | Schwede                                            |